# Kavuba (vattendrag)
Kavuba är ett vattendrag i Burundi.   Det ligger i provinsen Rutana, i den centrala delen av landet, 90 kilometer sydost om huvudstaden Bujumbura.
Omgivningarna runt Kavuba är en mosaik av jordbruksmark och naturlig växtlighet. Runt Kavuba är det ganska tätbefolkat, med 185 invånare per kvadratkilometer.